# Сандзу
Река Сандзу (яп. 三途の川, Сандзу-но кава, «Река трёх перекрёстков», «Река трёх дорог») — в японской буддистской народной традиции, река, являющаяся границей между миром живых и миром мёртвых.

## Образ
Сандзу подобна реке Стикс греческой мифологии. Считается, что после смерти усопшие должны пересечь реку, которая является границей между нашим миром и загробным, поэтому в Японии во время похорон принято класть в гроб покойного шесть монет.
Также считается, что река протекает под горой Осореяма в отдалённом и безлюдном районе Японии. В честь этой легендарной реки были названы настоящие реки в префектурах Гумма и Тиба.
Согласно верованиям секты Сока Гаккай, обычно люди пересекают реку на седьмой день после смерти. Существовало три способа переправы: по мосту, вброд и сквозь кишащие драконами воды. То, где и как каждый будет пересекать реку, зависело от деяний, совершенных человеком при жизни. Те, кто вершил добрые дела, пройдут по мосту, украшенному семью сокровищами. Тот же, у кого карма пребывала в относительном равновесии между добром и злом, пересекал реку вброд. Иных, кто творил при жизни зло, ждали глубокие воды реки, кишащие ужасающими драконами. На берегу под большим деревом обитали демоны: старик и старуха. Старуху звали Дацуэ-ба, она снимала с умерших одежду, а старик по имени Кэнэо вешал их на ветку дерева, чтобы определить тяжесть проступков.
Также у истока реки Сандзу, взявшись за руки, бродит пара супругов-привидений. Оба вечных спутника, длинноволосые и без ног, а у призрака-мужчины растёт тонкая синяя борода. Одеты они в белые одеяния мертвых и носят на головах белые треугольные шапочки. Будучи на грани шести миров, они будто бы направляются в Дзигоку.
В Японии популярна поговорка: «Раз ты берешь много денег, то утонешь в Сандзу»

## Река Сандзу в культуре и искусстве
- Река Сандзу упоминается в рассказе классика новой японской литературы Рюноскэ Акутагавы «Паутинка» (яп. 蜘蛛の糸, кумо-но ито). Прогуливаясь по Гокураку, Будда увидел как в Дзигоку в озере Крови недалеко от реки Сандзу барахтается грешник, которого он решил спасти за одно лишь то, что тот некогда спас паучка. По утверждениям критиков, сюжет этой истории, вероятно, был навеян «Братьями Карамазовыми» Достоевского, влияние которого Рюноскэ испытал ещё в молодости; в частности эпизодом, где Грушенька Светлова рассказывает Алёше Карамазову притчу о старушке, которую ангел-хранитель хотел вызволить из Ада, вспомнив, что она когда-то подала нищенке луковку.

- По сюжету сериала Samurai Sentai Shinkenger и его адаптации «Power Rangers Самураи (и Супер Самураи)» река Сандзу является не границей между мирами живых и мёртвых, а родным измерением и, по совместительству, местом заточения монстров гедошу/найлоков, в случае с Рейнджерами во главе с мастером Зандредом. Уровень реки зависит от человеческих отчаяния, горя, страхов, слез, страданий и тому подобного. Чем их больше, тем выше и уровень Сандзу.

- В японской манге и аниме сериале «Хладнокровный Ходзуки» река Сандзу, старик Кэнэо, старуха Дацуэ-ба и весь японский ад представлены в карикатурно-комедийном свете. Манга и аниме были представлены в разное время в еженедельных десятках лучших бестселлеров в их соответствующих медиа. В 2012 году она была одной из 15 манг, номинированных на 5-ю премию Манга тайсё[1], и была выбрана жюри на 16 Japan Media Arts Festival. Эта манга была номинирована на 38-ю премия манги Коданся, и занимает пятое место на «Книга года» Media Factory в 2014 году.[2][3][4]

- В компьютерной игре Detention, выпущенной тайваньской студией Red Candle Games. Главная героиня Рэй Фан Синь проходит мимо умерших по ее вине, которые говорят что всё повторяется вновь и вновь, и лишь река Сандзу ждёт её в конце пути.
- В манге Кэна Вакуи "Токийские мстители" ненастоящая фамилия одного из главных антагонистов финальных двух арок названа в честь данной реки - Харучиё Сандзу (настоящее имя Харучиё Акаши).

- Фрагмент рисунка Тосы Мицунобу, изображающий старика Кэноэ

- В корейском телесериале «История девятихвостого лиса» действует пара хранителей реки Сандзу. Они обладают силой и властью, почти как у Всевышнего. Кэнэо, бывший человек, который стал бессмертным благодаря женитьбе. Его жена Дацуэба, ее еще называют сестрой Ямараджи и просто бабулей, поразительно элегантная женщина, работает с компьютерными списками живых, умерших, может вносить изменения в сроки смерти, превращать в камень силой взгляда и видеть на несколько километров. Отслеживает несанкционированные смерти. Муж сначала выглядит полным подкаблучником. Потом Кэнэо жестко конфликтует с женой, так как находит ее методы работы не гуманными. Согласно мифологии дорамы тот, кто бросился в реку Сандзу никогда не переродится.
- В мире франшизы "Touhou Project" души умерших переправляет через реку Сандзу местная Синигами, чтобы они попали на суд местного Ямы, которая скорее является женской версией Эммы.

## Настоящие реки Сандзу в Японии
- в Канра (посёлок), Канра, Гумма36°15′31″ с. ш. 138°57′09″ в. д.HGЯO (сливается с рекой Сиракура)
- в Тёнан, Тёсэй, Тиба35°25′22″ с. ш. 140°15′54″ в. д.HGЯO (сливается с рекой Итиномия)
- в Дзао, Катта, Мияги38°08′39″ с. ш. 140°29′29″ в. д.HGЯO (сливается с рекой Нигори)
- в Муцу, Аомори41°19′33″ с. ш. 141°05′46″ в. д.HGЯO (проистекает из озера Усори)